# Einband-Weltmeisterschaft 1979

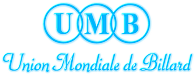
Logo UMB (ausrichtender Verband)

Veranstaltungsort: Mollerusa

Die Einband-Weltmeisterschaft 1979 war das zehnte Turnier in dieser Disziplin des Karambolagebillards und fand vom 15. bis zum 18. Februar 1978 in Mollerusa, in der spanischen Provinz Lleida, statt. Es war die erste Einband-Weltmeisterschaft in Spanien.

## Geschichte
Hans Vultink hatte die große Chance zum ersten Mal Weltmeister im Einband zu werden. Er hatte bereits sechs Partien für sich entscheiden können. Im letzten Durchgang wartete dann aber der Titelverteidiger Raymond Ceulemans, der die Partie gegen seinen Landsmann Ludo Dielis 195:200 in 23 Aufnahmen verloren hatte. Im entscheidenden Match gegen Vultink bewies der Belgier aber seine Nervenstärke und gewann mit 200:162 in 24 Aufnahmen. Zum dritten Mal belegte der Franzose Francis Connesson den vierten Platz bei einer Einband WM.

## Modus
Gespielt wurde in einer Finalrunde „Jeder gegen Jeden“ bis 200 Punkte.

## Abschlusstabelle
| MP    | Match Points (Sieger = 2; Unentschieden = 1; Verlierer = 0) |
| Pkte. | Erzielte Karambolagen                                       |
| Aufn. | Benötigte Versuche                                          |
| GD    | Generaldurchschnitt                                         |
| BED   | Bester Einzeldurchschnitt eines Spielers                    |
| HS    | Höchstserie                                                 |
|       | Bester GD des Turniers                                      |
|       | Bester ED des Turniers                                      |
|       | Beste HS des Turniers                                       |
|       | 1. Platz (Gold)                                             |
|       | 2. Platz (Silber)                                           |
|       | 3. Platz (Bronze)                                           |

| Platz                     | Name              | MP   | Pkte | Aufn. | GD    | BED   | HS |
| ------------------------- | ----------------- | ---- | ---- | ----- | ----- | ----- | -- |
| 1                         | Raymond Ceulemans | 12:2 | 1395 | 129   | 10,81 | 20,00 | 86 |
| 2                         | Ludo Dielis       | 12:2 | 1387 | 133   | 10,42 | 18,18 | 63 |
| 3                         | Hans Vultink      | 12:2 | 1362 | 178   | 7,65  | 16,66 | 82 |
| 4                         | Francis Connesson | 8:6  | 1260 | 176   | 7,15  | 11,76 | 60 |
| 5                         | Nobuaki Kobayashi | 6:8  | 1089 | 170   | 6,40  | 8,00  | 61 |
| 6                         | Javier Arenaza    | 2:12 | 953  | 188   | 5,06  | 3,92  | 44 |
| 7                         | Osvaldo Berardi   | 2:12 | 779  | 178   | 4,37  | 5,55  | 46 |
| 8                         | Eduardo Brufau    | 2:12 | 781  | 190   | 4,10  | 5,55  | 34 |
| Turnierdurchschnitt: 6,71 |                   |      |      |       |       |       |    |